# Prêmio Megafone de Ativismo
Prêmio Megafone de Ativismo é uma premiação dedicada a agraciar ativistas, comunicadores, artistas, entidades e figuras públicas que se destacam na defesa dos direitos humanos e do meio ambiente. Existente desde 2022, é o primeiro prêmio brasileiro dedicado ao ativismo, concedido por algumas das principais organizações não governamentais atuantes no Brasil: Instituto Socioambiental (ISA), WWF Brasil, Greenpeace Brasil, Engajamundo, Pimp My Carroça, Hivos e Vozes Pela Ação Climática Justiça (VAC).
O prêmio conta com 14 categorias, sendo elas Ação direta, Arte de Rua, Foto, Cartaz, Cidadão Indignado, Documentário, Jovem Ativista, Marcha ou Manifestação de Rua, Meme, Música ou Videoclipe, Documentário, Perfil de Rede Social, Reportagem e Megafone do ano.
Em 2023, os grandes destaques da premiação foram a ministra do Meio Ambiente e Mudança do Clima, Marina Silva, e a líder indígena e ativista Txai Suruí. O Jornalismo em quadrinhos também foi reconhecido, com vitória da reportagem "Um povo, três massacres", da Revista Badaró, que retrata, em arte sequencial, a violência contra o povo guarani-kaiowá.